# Discografia di Povia
Questa voce contiene l'intera discografia di Povia.

## Album
- 2005 – Evviva i pazzi... che hanno capito cos'è l'amore - Etichetta Target
- 2006 – I bambini fanno "ooh..." la storia continua... - Etichetta Target
- 2007 – La storia continua... la tavola rotonda - Etichetta Target
- 2008 – Uniti (con Francesco Baccini)
- 2009 – Centravanti di mestiere - Etichetta Mamadue Records
- 2009 – Non basta un sorriso - Etichetta Mamadue Records
- 2010 – Scacco matto
- 2011 – Il mondo è di tutti
- 2012 – I "bambini" fanno rock
- 2016 – Nuovo Contrordine Mondiale
- 2021 – Imperfetto

## Singoli
- 1998 - Aria
- 2001 - È vero
- 2002 - Zanzare
- 2002 - Tanto non mi cambi
- 2003 - Mia sorella
- 2005 - I bambini fanno "ooh..."
- 2005 - Fiori
- 2005 - Chi ha peccato
- 2005 - Non è il momento
- 2006 - Vorrei avere il becco
- 2006 - Ma tu sei scemo
- 2006 - Irrequieta
- 2006 - T'insegnerò
- 2007 - È meglio vivere una spiritualità
- 2008 - Uniti (con Francesco Baccini)
- 2009 - Luca era gay
- 2009 - E così sei nell'aria
- 2009 - Non basta un sorriso
- 2010 - La verità
- 2010 - Ci sei solo tu
- 2010 - È stato bellissimo
- 2010 - Il mondo è di tutti
- 2011 - E non passi
- 2013 - Siamo italiani
- 2015 - Chi comanda il mondo
- 2016 - Immigrazia
- 2016 - Stare bene
- 2019 - Cameriere
- 2021 - Italia ciao
- 2021 - Vero nerazzurro
- 2021 - Liberi di scegliere
- 2021 - Natale per l'eternità
- 2022 - Dito medio
- 2022 - Serenissima
- 2022 - Vinceremo
- 2023 - Life

## Videografia

### Video musicali
| Anno | Titolo                        | Regista/i                 |
| ---- | ----------------------------- | ------------------------- |
| 2001 | È vero                        | Matteo Zingirian          |
| 2005 | I bambini fanno "ooh..."      | Daniele "danXzen" Zennaro |
| 2005 | Non è il momento              | Gaetano Morbioli          |
| 2006 | Vorrei avere il becco         | Stefano Bertelli          |
| 2006 | Ma tu sei scemo               | Gaetano Morbioli          |
| 2006 | T'insegnerò                   | Matteo De Nicolò          |
| 2007 | Maledetto sabato              | Matteo De Nicolò          |
| 2008 | Uniti (con Francesco Baccini) | Giuseppe Varlotta         |
| 2009 | Luca era gay                  | Marco Carlucci            |
| 2009 | E così sei nell'aria          | Marco Carlucci            |
| 2009 | Non basta un sorriso          |                           |
| 2010 | La verità                     | Marco Carlucci            |
| 2010 | È stato bellissimo            | Alessandro Marti          |
| 2011 | E non passi                   | Fabio Lanzini             |
| 2012 | Ricordi                       | Angelo Abate              |
| 2013 | Siamo italiani                | Oliver Astrologo          |
| 2015 | Chi comanda il mondo          | Marco Carlucci            |
| 2016 | Al sud                        | Marco Carlucci            |
| 2016 | Era meglio Berlusconi         | Marco Carlucci            |
| 2016 | Stare bene                    | Carlo Grotti Trevisan     |
| 2017 | Illuso                        | Marco Carlucci            |
| 2018 | Immigrazia                    | Marco Carlucci            |
| 2018 | Io non sono democratico       | DJ Tilo                   |
| 2019 | Cameriere                     | Antonio Rosano            |
| 2021 | Italia ciao                   | Giuseppe Povia            |
| 2021 | Vero nerazzurro               | Giuseppe Povia            |
| 2022 | Dito medio                    | Marzia Boni, Anna Magno   |
| 2022 | Serenissima                   | Sandy Palù                |
| 2023 | Life                          |                           |

#### Partecipazioni in video di altri artisti
| Anno | Titolo                   | Artista                    | Regista/i                        |
| ---- | ------------------------ | -------------------------- | -------------------------------- |
| 2009 | Insegui i sogni tuoi     | Mitch e Squalo feat. Povia | Stefano Bertelli                 |
| 2018 | Il tempo delle illusioni | Giorni Anomali feat. Povia | Giulia Selvaggini, Simone Felici |